# سو وين
سو وين هو دبلوماسي ميانماري، ولد في 1948 في يانغون في ميانمار، وتوفي في 12 أكتوبر 2007.